# Ejido Techachalco
Ejido Techachalco är en ort i Mexiko.   Den ligger i kommunen Acaxochitlán och delstaten Hidalgo, i den sydöstra delen av landet, 120 km nordost om huvudstaden Mexico City. Ejido Techachalco ligger 2 192 meter över havet och antalet invånare är 196.
Terrängen runt Ejido Techachalco är kuperad åt sydost, men åt nordväst är den platt. Terrängen runt Ejido Techachalco sluttar norrut. Runt Ejido Techachalco är det tätbefolkat, med 530 invånare per kvadratkilometer. Närmaste större samhälle är Tulancingo, 14,8 km sydväst om Ejido Techachalco. Omgivningarna runt Ejido Techachalco är en mosaik av jordbruksmark och naturlig växtlighet.